# IC 1363
IC 1363 bezeichnet im Index-Katalog viele scheinbar dicht beieinander liegende Sterne im Sternbild Cygnus. Der Katalogeintrag geht auf eine Beobachtung des Astronomen Thomas Espin am 9. September 1893 zurück.